# Радіомовлення

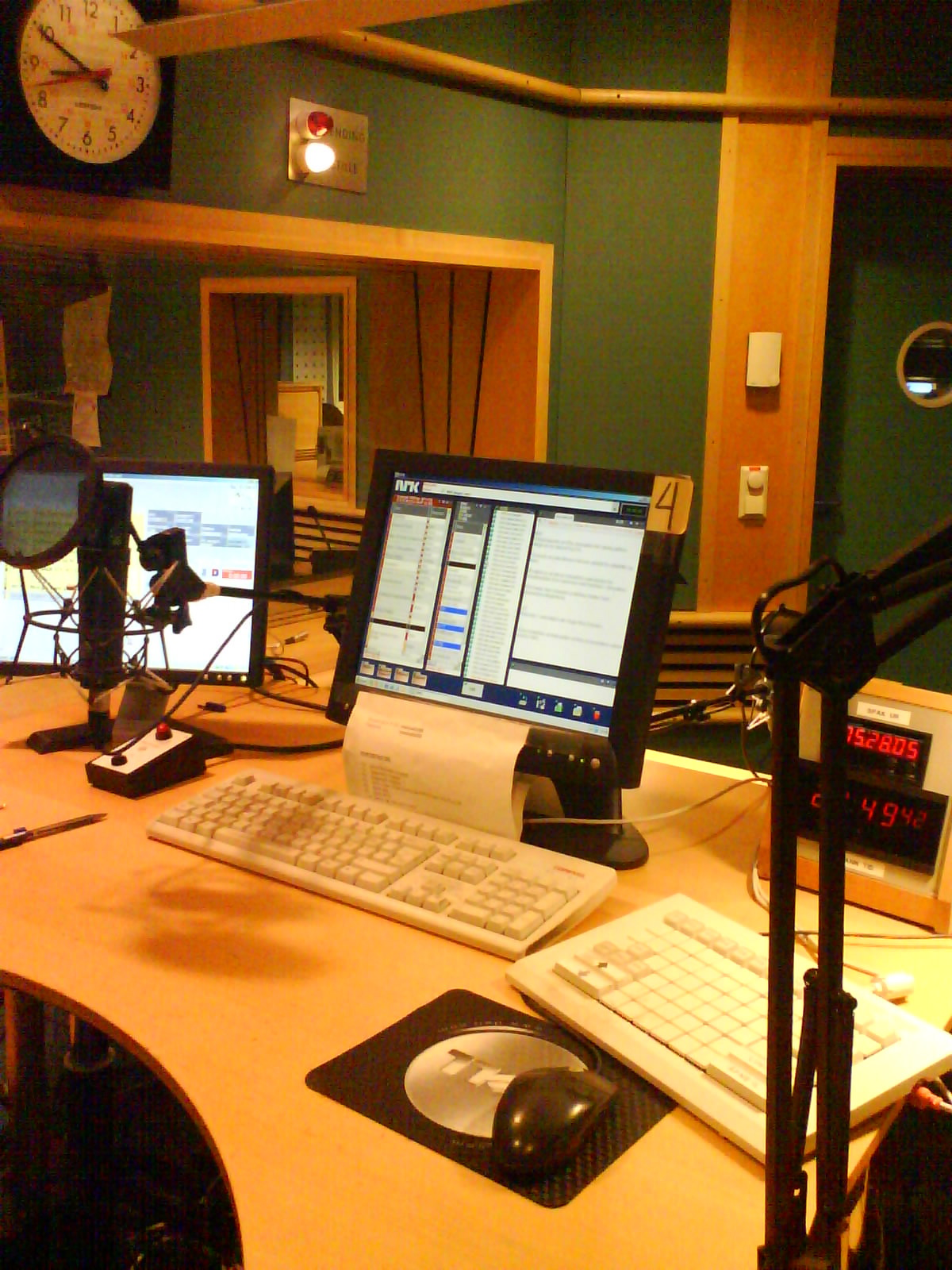
У сучасній радіостудії

Радіомо́влення — виробництво і розповсюдження аудіопрограм за допомогою електромагнітних хвиль, що поширюються передавальними пристроями і приймаються будь-якою кількістю приймачів.
Сучасне радіомо́влення — це інформаційна галузь, яка стала глобальним засобом масової інформації, засобом впливу на громадськість. Важливість впливу радіо на громадську думку пов'язана сьогодні з його масовістю та з можливістю бути суб'єктом громадянської журналістики.

## Функції радіомовлення
Як і для інших ЗМІ, для радіомовлення виділяють такі функції:
1. Інтеграція (підтримує функціонування суспільства, його входження в інформаційний простір);
2. Соціалізація (пропагує певний стиль життя, а також моральні цінності);
3. Організація (спонукає людей до дії, до прийняття рішень);
4. Інформування (задовольняє потребу слухача в інформації);
5. Просвітництво (набуття нових знань);
6. Розважальна функція (допомагає відволіктися від щоденних проблем і просто відпочити);
7. Виховання (впливає на формування громадської думки);
8. Спілкування (засобом інтерактивного спілкування в ефірі дає змогу людям висловити свою точку зору на ту чи іншу проблему)

## Історія радіомовлення в Україні
Радіо використовується в Україні для радіотелеграфного зв'язку з 1902 року. Початки радіомовлення припадають на 1924 рік, коли у Харкові, через 4 роки після того, як почали діяти 4-кіловатні радіостанції в Москві, Ленінграді й Казані, розпочато радіопересилання через малопотужні передавачі. 16 листопада 1924 о 19:00 в Харкові — тодішній столиці УРСР — вийшла в ефір перша вітчизняна радіопередача Українського радіо. На честь початку мовлення Українського радіо, в 1994 році 16 листопада в Україні проголошено Днем працівників радіо, телебачення та зв'язку. 
Перші потужні радіостанції були збудовані у Харкові й Києві 1925 року Московським акціонерним товариством для широкого мовлення по радіо. Згодом постали радіостанції в Одесі, Дніпропертровську, Донецьку та інших містах. Введена у дію 1927 Харківська «РВ 4» (Радиовещательная станция 4) була четверта за потужністю в усьому СРСР. 1941 найпотужнішою довгохвильовою радіостанцією УРСР була Київська («РВ 84»), призначена також для пропагандних пересилань за кордон.
Розпочата 1928 року, уже під керівництвом Народного комісаріату пошт і телеграфів СРСР, радіофікація України відбувалася головним чином релейною системою — шляхом будування радіовузлів та подальшої ретрансляції дротами до підключених репродукторів — гучномовців. Панівний в інших країнах світу ефірний метод — встановлення радіоприймачів — використовувалася мало. Ефірні радіоприймачі вироблялися у незначній кількості, в основному для урядових і партійних установ і осіб. Кількість їх почала збільшуватися лише під кінець 1930-х років, після того, як удосконалено засоби заглушування радіопересилань з-за кордону та коли розпочато виробництво ефірних приймачів, які були придатні винятково для слухання радянських радіостанцій. В основному аж до останнього часу головним засобом радіомовлення в УРСР, зокрема в робітничих кварталах міст і по селах, були радіовузли та трансляційні радіоточки з репродукторами. У 1940 трансляційних радіоточок в УРСР було 1 047 000, у тому числі у сільських місцевостях 137 200. Усіх радіоприймачів було лише 255 400, здебільшого по містах. Їх треба було реєструвати в міліції.
У серпні 1930 постановою Ради народних комісарів УРСР була створена при уповноваженому Народному комісаріату пошт і телеграфів СРСР при уряді УРСР Всеукраїнська радіопрограма з підлеглими їй радіоцентром Автономної Молдавської РСР та місцевими радіоцентрами. У 1932 Всеукраїнську Радіоуправу перейменовано на Всеукраїнський комітет радіофікації та радіомовлення при РНК УРСР (з 1938 скорочено — Український Радіокомітет). Цей комітет одержував інформацію від Радіотелеграфного агентства України (РАТАУ). Допоміжною установою було створене 1930 з місцевих товариств друзів радіо республіканське Радіотовариство України. У 1930-х роках діяв також Комітет сприяння радіофікації та радіоаматорству при ЦК ЛКСМУ. Питанням радіотехніки, радіомовлення і радіоаматорства був присвячений журнал «Радіо» (1930—1941).
УРСР була охоплена насамперед радіопересиланнями московських радіопередавачів. Програми українською мовою були обмежені спершу щодо часу і за змістом. Наприкінці 1920-х років і на початку 1930-х років вони складалися на понад 70% з політичного мовлення (політосвіта й агітація). Програма Харківської радіостанції, крім «радіогазет» — робітничої, селянської, комсомольської, піонерської, єврейської та есперанто — складалася з доповідей, бесід, останніх новин, повідомлень зі з'їздів і нарад. На мистецьке слово припадало з усіх 18 годин щоденної роботи — 3—4 год. У другій половині 1930-х років програми радіостанцій в УРСР доповнено музичними пересиланнями і літературно-драматичними радіомовленнями, як також окремими пересиланнями для дітей і молоді. 30—40% часу приділювано на обов'язкове транслювання московських пересилань на радіомережу УРСР і на пересилання з Москви російською мовою 12 раз на добу останніх новин. Під час другої світової війни, коли більшість радіостанцій була знищена внаслідок воєнних дій, населення України було обслуговуване або радіопересиланнями німецької окупаційної влади, або ж радіомовленням московських окупаційних радіостанцій та радянських військових радіостанцій. Українські радіопересилання у 1941—1944 роках вела Радіостанція імені Тараса Шевченка із Саратова, куди евакуйовано частково устаткування радіостанцій з УРСР.
Після війни оправами радіомовлення і радіофікації в УРСР відав Комітет радіомовлення (з 1950 і телебачення) при Раді міністрів УРСР. З лютого 1957 цей комітет видає щодня свої програми під назвою «Говорить Київ».
1965 року в УРСР діяло понад 50 потужних довго-, середньо-, коротко- і ультракороткохвильових радіостанцій. Стан радіомовлення в УРСР за 1950—1969 унаочнюють нижче подані таблиці (з даними також для всього СРСР):
| Тип                              | Місце                                | Кількість за роками, тис. шт. | Кількість за роками, тис. шт. | Кількість за роками, тис. шт. | Кількість за роками, тис. шт. |
|                                  |                                      | 1950                          | 1960                          | 1965                          | 1970                          |
| Трансляційні радіовузли          | УРСР                                 | 3 055                         | 5 870                         | 5 462                         | 4 657                         |
|                                  | У тому числі у сільських місцевостях | 1 910                         | 3 655                         | 3 168                         | ?                             |
|                                  | В СРСР                               | 18 919                        | 39 033                        | 34 206                        | 35 145                        |
| Трансляційні радіоточки (у тис.) | УРСР                                 | 1 482                         | 7 203                         | 8 356                         | 10 267                        |
|                                  | У тому числі у сільських місцевостях | 334                           | 4 418,5                       | 4 850                         | 4 970                         |
|                                  | СРСР                                 | 9 685                         | 30 837                        | 35 638                        | 46 193                        |
| Радіоприймачі (у тис.)           | УРСР                                 | 528                           | 4431                          | 6571                          | 8157                          |
|                                  | У тому числі у сільських місцевостях | 158                           | 1101                          | 1535                          | 1889                          |
|                                  | СРСР                                 | 3643                          | 27 811                        | 32 828                        | 48 575                        |
| Виробництво                      | УРСР                                 |                               |                               |                               |                               |
|                                  | радіоприймачі й радіоли              | 8,5                           | 231,2                         | 553                           | 673                           |
|                                  | гучномовці                           | 165                           | 899                           | 700                           | 1648                          |

Порівняно до 1930-х програми радіомовлення в УРСР значно поширилися. На початку 1965-го обсяг республіканського радіомовлення становив пересічно 3 години на добу. Крім 10 випусків «останніх вістей», передаваних щодоби з Київської радіостанці, програми радіостанцій в УРСР включали лекції, бесіди, консультації, загальноосвітні, літературні і музичні пересилання. Велися також радіопересилання для дітей і молоді й окремі програми чужими й українською мовами для закордону. У 1960-х роках Українська республіканська радіостанція передавала свої пересилання за трьома програмами — першою, що її трансльовано радіовузлами і радіоточками для масового слухача, і другою та третьою — для власників радіоприймачів здебільшого по містах або поблизу них. У першій програмі на теми місцевого партійного і господарського життя припадало 20—25% часу, решту становили транслювання з Москви. У двох інших більше уваги присвячено загальноукраїнським справам, у тому числі літературі й мистецтву.
Поза тижневиком «Говорить і показує Україна» в УРСР не було жодного україномовного радіожурналу. У видавництві Київського Політехнічного Інституту виходить з 1958 року, як орган Міністерства вищої і середньої освіти СРСР, двомісячний журнал «Радиотехника» (3500—5000 накладу).
Радіоаматорські клуби й гуртки в УРСР працювали в системі Добровільного товариства сприяння армії, авіації і флоту (ДТСААФ). У 1961-му в УРСР було 220 самодіяльних радіоклубів з понад 24 тисячами радіоаматорів. Працювало також понад 2500 аматорських радіостанцій.
На глушення радіопередач з-за кордону в СРСР витрачалися величезні кошти, проте глушення було ефективним лише у великих містах.
На Західних Українських Землях під Польщею радіо було включене у систему державного зв'язку, і радіослухачі мали реєструватися і оплачувати щомісяця абонемент у поштових урядах. Окремі україномовні радіопрограми, розпочаті Львівським радіо у 1930-х роках, були спорадичні й обмежені часом (15-30 хвилин) і змістом. У неділі й у більші свята передавано богослуження з українських церков.
У 1930-х роках було розпочато україномовне радіомовлення для населення Закарпаття. У рамках чехословацьких пересилань з Кошиць передавано двічі на тиждень (з 1934-го 5 разів) 15-хвилинну програму українською мовою. У 1934-му радіо-журнал Прага увів щоденні радіопересилання для Закарпаття. Під час карпато-української державності пересилання українською мовою передавалося з Банської Бистриці на Словаччині. З початку 1939 діяла короткохвильова радіостанція у Хусті.
Під час другої світової війни, у 1939—1941 роках, українське населення західних земель обслуговували радянські радіостанції у Львові, Станиславові й Тернополі. За німецької окупації західних українських земель (1941—1944) діяла німецька радіостанція у Львові (30-хвилинні україномовні програми 3 рази на тиждень).
У незалежній Україні питаннями радіомовлення відає Національна рада України з питань телебачення і радіомовлення. До її компетенції входять видача ліцезій на мовлення й розподіл частотних діапазонів.
Найбільшою радіомережою, аналогів якій немає в країні, є Українське радіо, що входить до суспільного мовлення і має FM-частоти в 192 населених пунктах у 24 областях, а також мовить на середніх хвилях, супутнику та в кабельних телемережах.